# Работник (Марий Эл)
 Работник  — деревня в Горномарийском районе Республики Марий Эл. Входит в состав Озеркинского сельского поселения.

## География
Находится в юго-западной части республики Марий Эл на левобережье Волги на расстоянии приблизительно 8 км на север от районного центра города Козьмодемьянск и менее 2 км на северо-запад от центра поселения деревни Озерки.

## История
Была основана как выселок в конце 1920-х годов переселенцами из других регионов, бежавшими от коллективизации. В 1929 году здесь насчитывалось 10 дворов (36 человек), в 1939 году — 21 двор (102 человек), в 1952 г. — 34 двора. Позднее здесь работали колхозы «Знамя Ильича» и «Смена».

## Население
Население составляло 24 человека (русские 63 %, мари 29 %) в 2002 году, 13 в 2010.